# Ругачезио (Милано)
Ругачезио је насеље у Италији у округу Милано, региону Ломбардија.
Према процени из 2011. у насељу је живело 375 становника. Насеље се налази на надморској висини од 115 м.